# Казанцева, Флора Хасановна
Фло́ра Хаса́новна Каза́нцева(-Мухаме́дова) (род. 1929, Грозный) — советская легкоатлетка, чемпионка и призёр чемпионатов СССР в беге на короткие дистанции и эстафетном беге, участница Летних Олимпийских игр 1952 года, мастер спорта СССР.

## Биография
В 1947 году начала заниматься лёгкой атлетикой на грозненском стадионе «Динамо» под руководством тренера А. П. Герчеса. В 1952 году вошла в состав олимпийской команды СССР. Олимпиада 1952 года была её первым международным турниром. В предварительном забеге она пробежала 200 метров за 25,7 секунды, заняла 5-е место и не попала в финал.
На чемпионате СССР по лёгкой атлетике 1952 года в Ленинграде стала чемпионкой СССР в эстафетах 4×100 метров и 4×200 метров. На чемпионате СССР 1954 года в Киеве стала чемпионкой страны в эстафете 4×200 метров и серебряным призёром первенства в беге на 200 метров.
После завершения спортивной карьеры работала тренером ДСО «Урожай» в Грозном.

## Семья
Муж Михаил Казанцев — спринтер, двукратный чемпион страны в эстафете 4×100 метров, участник летних Олимпийских игр 1952 года в Хельсинки в беге на 100 метров.

## Спортивные результаты
- Летние Олимпийские игры 1952 года:
  - Бег на 200 метров — 25,7 секунды (5-е место);
- Чемпионат СССР по лёгкой атлетике 1952 года:
  - Эстафета 4×100 метров — ;
  - Эстафета 4×200 метров — ;
- Чемпионат СССР по лёгкой атлетике 1954 года;
  - Эстафета 4×200 метров — ;
  - Бег на 200 метров — .